# Sandra Beijer

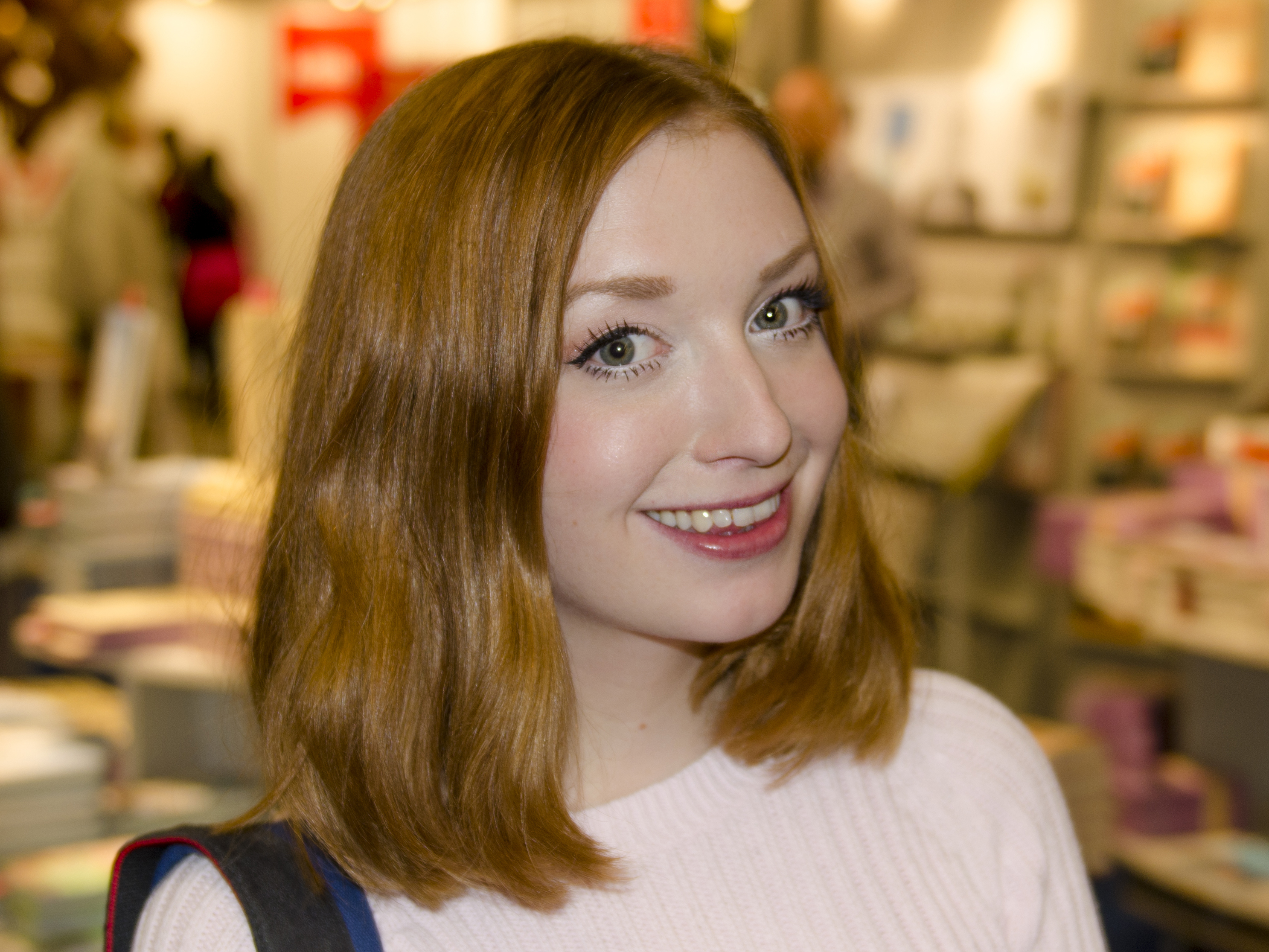
Sandra Beijer, 2014

Sandra Maria Victoria Beijer Körlof (geborene Alexandra Maria Victoria Körlof am 10. August 1984 in der Gemeinde S:t Matteus in Stockholm) ist eine schwedische Bloggerin, Autorin und Kolumnistin. Sie betreibt einen der größten Blogs Schwedens und hat drei Romane veröffentlicht.

## Biographie
2005 startete Beijer zusammen mit einer Freundin den Blog Niotillfem (deutsch: Neunbisfünf). Seit 2006 ist der Blog Beijer's alleine und hat rund 170.000 Besucher pro Woche.
Beijer studierte an der Berghs School of Communication in Stockholm und absolvierte im Sommer 2007 ein Praktikum als Werbetexterin bei der Werbeagentur Cunning in New York. Zusammen mit einer Klassenkameradin von der Berghs bewarb sie sich mit Hilfe eines Films, den sie mit Thorsten Flinck, ein schwedischer Schauspieler, Musiker und Regissör, bei der Werbeagentur Ruth drehte.
Das Video wurde mehreren Werbeagenturen gezeigt, und Beijer bekam daraufhin einen Job bei der Werbeagentur Garbergs.
2008 gewann sie Veckorevyn Blog Awards in der Kategorie „Originellster Blog“, ein preis der von der Schwedischen Zeitung Veckorevyn ausgeteilt wird. Sie wurde auch für den „Goldenen Stift“ (2012) und den „Besten Podcast“ (2014) nominiert.
2010 verließ Beijer Garbergs um auf der Werbeagentur Kirshenbaum, Bond, Senecal + Partners in New York zu arbeiten. 2011 wechselte sie zu Wieden + Kennedy in New York, wo sie bis Februar 2013 arbeitete. Für ihre Arbeit bei NK, ein Kaufhaus in Stockholm, wurde sie 2012 mit dem Preis „Guldägget“ (deutsch: das goldene Ei), ein Preis für Kreativität und Kommunikationslösungen in der Werbungsbrange, ausgezeichnet.
Im Kontext des Pride-Festivales im Jahr 2013 entwarf Beijer zusammen mit Joakim Hedblad ein T-Shirt für Faggot Apparel. Auf der Vorderseite des T-Shirts steht der Text „Putin you can't sit with us“ (Putin, du kannst nicht bei uns sitzen), der Erlös aus dem Verkauf geht an die Menschenrechtsorganisation Civil Rights Defenders, die sich für LGBTQ-Rechte in Russland einsetzt.
2013 wurde Beijers Kurzgeschichte Djuret (deutsch: Das Tier) von dem schwedischen Verein Brevnoveller veröffentlicht, und im darauffolgenden Jahr veröffentlichte sie ihren ersten Roman Det handlar om dig (deutsch: Es geht um dich) bei Rabén & Sjögren.
Im Jahr 2014 wurde Beijer eine der Botschafterinnen der Friends Foundation, die sich für die Bekämpfung von Mobbing einsetzt.
Im Frühjahr und Sommer 2014 wurde auf dem SVT-Webkanal SVT Flow ein sogenannter tvodd, ein Podcast im TV-Format, mit Sandra Beijer und ihrer Freundin Michelle Pino ausgestrahlt. Die Serie war eine Fortsetzung des Podcasts, den sie zwischen Dezember 2013 und März 2015 gesendet hatten. Beijer und Pino wurden bei den Veckorevyn Blog Awards 2014 für den Podcast des Jahres nominiert und hatten 50.000 Hörer pro Monat.
In Zusammenarbeit mit der Kleidungsmarke JC produzierte sie für den Sommer 2014 eine Kleidungskollektion in limitierter Auflage. Von August 2015 bis Dezember 2016 war Beijer zusammen mit Flora Wiström Redakteurin der Kreativkampagne von Metro Mode. Im Sommer 2016 wurde auf TV3 eine vierteilige Buchsendung ausgestrahlt, die für ihren Blog Niotillfem produziert wurde.
Beijers zweiter Roman Allt som blir kvar (deutsch: Alles was übrig bleibt) wurde im September 2016 bei Natur & Kultur veröffentlicht. Die Taschenbuchausgabe wurde im April 2017 veröffentlicht.
Im September 2017 erschien die schwedische Übersetzung des Bestseller-Gedichtbandes Milk & Honey von Rupi Kaur, übersetzt und interpretiert von Beijer. Im Januar 2018 wurde Beijers Blog von Metro Mode zu Elle verlegt. Im Dezember 2018 erschien die schwedische Übersetzung des Drehbuchs der ersten Staffel der Fernsehserie Skam (deutsch: Scham) bei Mondial Verlag, übersetzt von Beijer.
Eine überarbeitete Version von Beijers zweitem Roman Allt som blir kvar machte die Grundlage für die gleichnamige Fernsehserie aus. Die Serie unter der Regie von Fanny Ovesen wurde im Frühjahr 2022 auf SVT ausgestrahlt und bestand aus acht Folgen. Die Hauptrollen wurden von Oscar Zia, Madeleine Ferraud und Erik Enge gespielt. Das Drehbuch wurde von Beijer zusammen mit Maria Clauss geschrieben.

## Familienleben
Beijer ist in einer Beziehung mit dem Journalisten Björn Werner. Im Jahr 2021 bekamen sie zusammen ein Kind.

## Bibliographie
- 2013 – Djuret (Kurzgeschichte) (deutsch: Das Tier)[16]
- 2014 – Det handlar om dig (Roman) (deutsch: Es geht um dich)[17]
- 2015 – Igår (Kurzgeschichte) (deutsch: Gestern)[33]
- 2016 – Det händer nu (Kurzgeschichte) (deutsch: Es passiert jetzt)[34]
- 2016 – Allt som blir kvar (Roman) (deutsch: Alles was übrig bleibt)
- 2017 – Juan-les-Pins (Kurzgeschichte)
- 2017 – Mjölk och honung (Übersetzung) (deutsch: Milch und Honig)
- 2018 – 2019 Skam säsong 1 (Übersetzung, Mondial) (deutsch: Scham)
- 2019 – Mellan oss (Roman) (deutsch: Zwischen uns)[35]